# 朗茲縣 (喬治亞州)
朗茲縣（英語：Lowndes County）是美國喬治亞州南部的一個縣，南鄰佛羅里達州。面積1,323平方公里。根据美國2000年人口普查，共有人口96,705人。縣治瓦爾多斯塔（Valdosta）。
成立於1825年12月23日。縣名紀念聯邦眾議員威廉·瓊斯·朗茲（William Jones Lowndes）。